# Ранчо дел Сол (Папантла)
Ранчо дел Сол (шп. Rancho del Sol) насеље је у Мексику у савезној држави Веракруз у општини Папантла. Насеље се налази на надморској висини од 182 м.

## Становништво
Према подацима из 2010. године у насељу је живео 1 становник.

### Хронологија
| Година       | 2000        | 2005        | 2010 |
| ------------ | ----------- | ----------- | ---- |
| Становништво | 16 (6 / 10) | 18 (8 / 10) | 1    |

### Попис
| # | Индикатор                     | Вредност |
| - | ----------------------------- | -------- |
| 1 | Укупно домаћинстава           | 1        |
| 2 | Укупно насељених домаћинстава | 1        |
| 3 | Величина локације             | 1        |